# Fundulidae

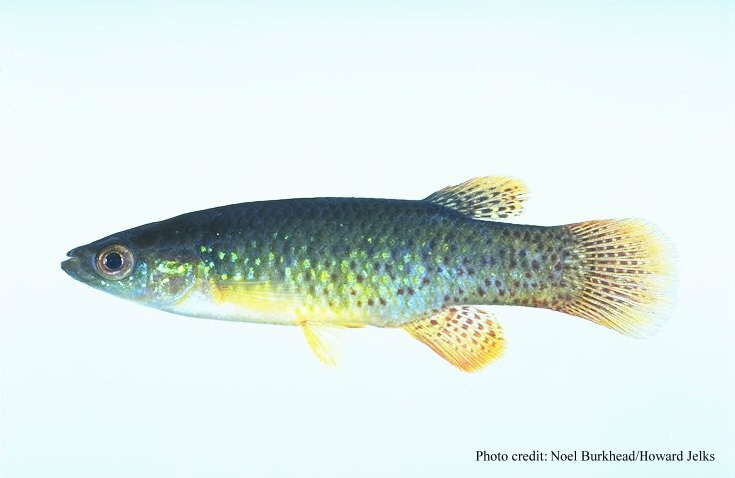
Fundulus chrysotus.

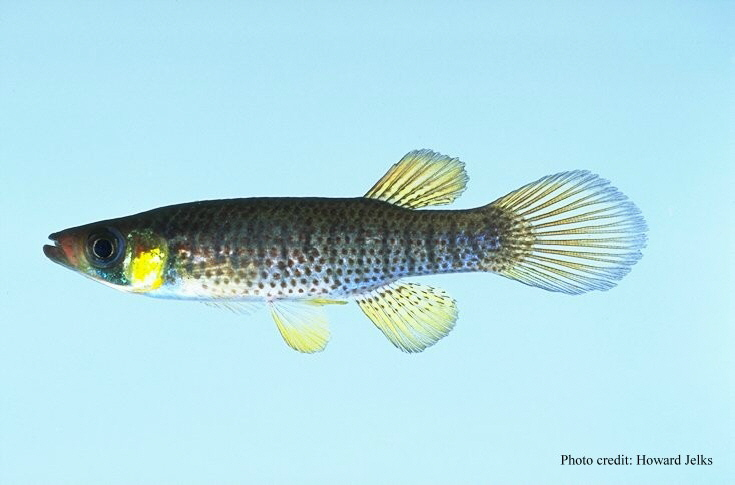
Fundulus escambiae.

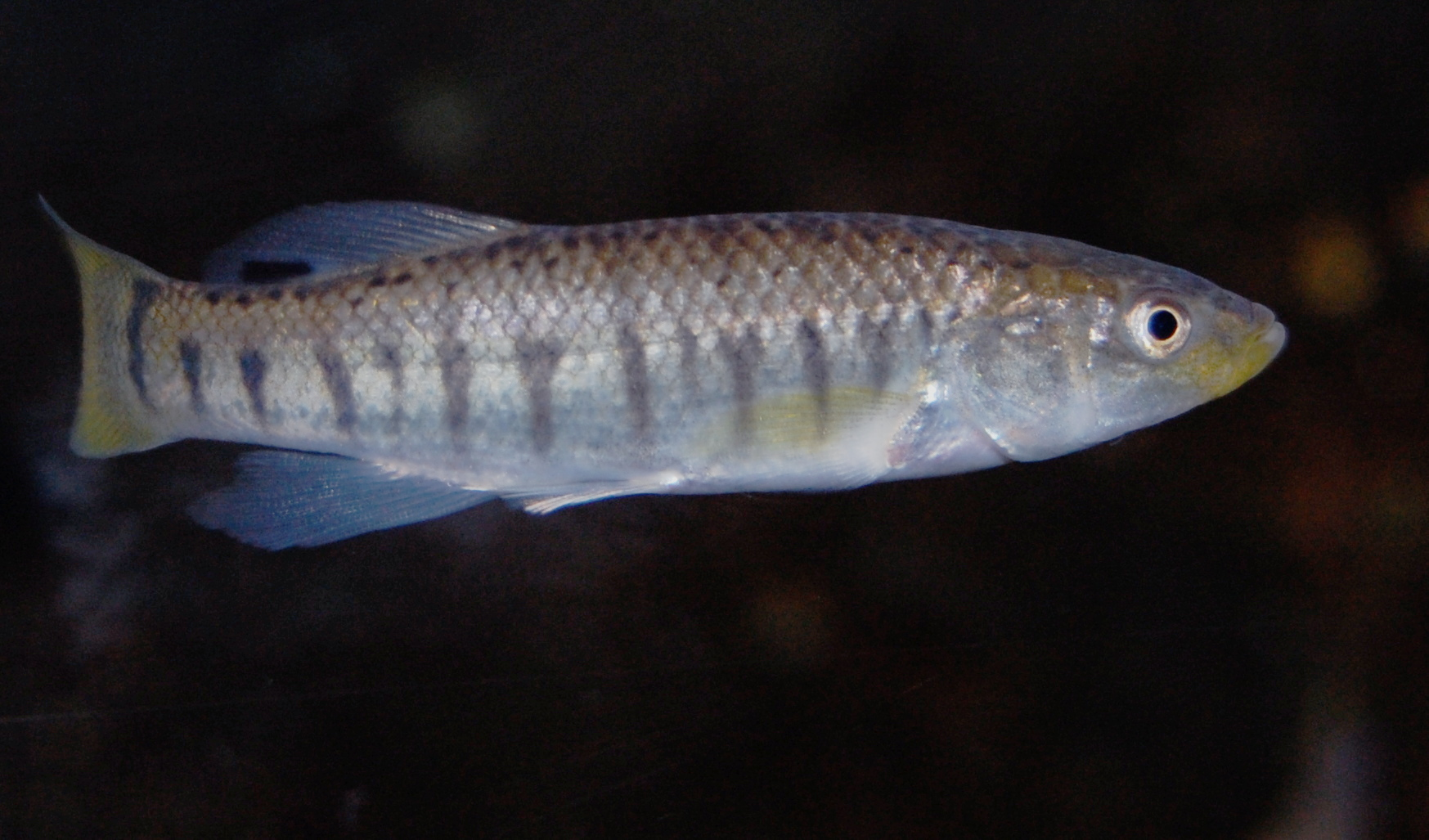
Macho de Fundulus majalis.

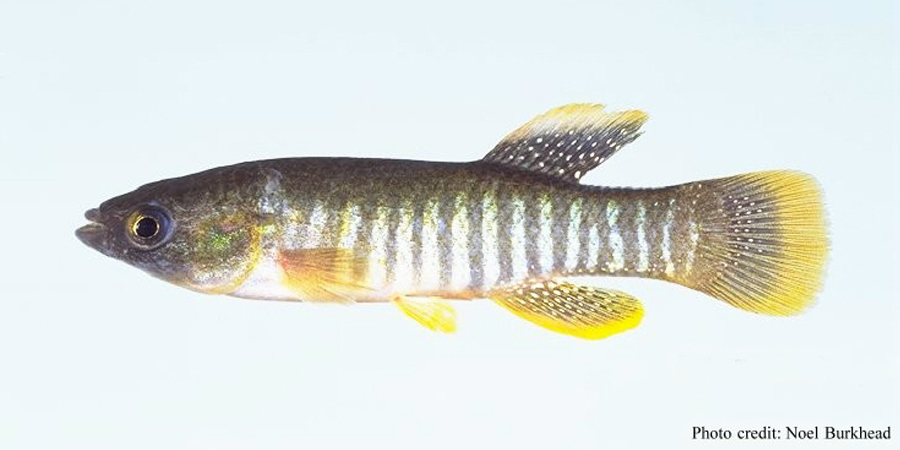
Fundulus grandis.

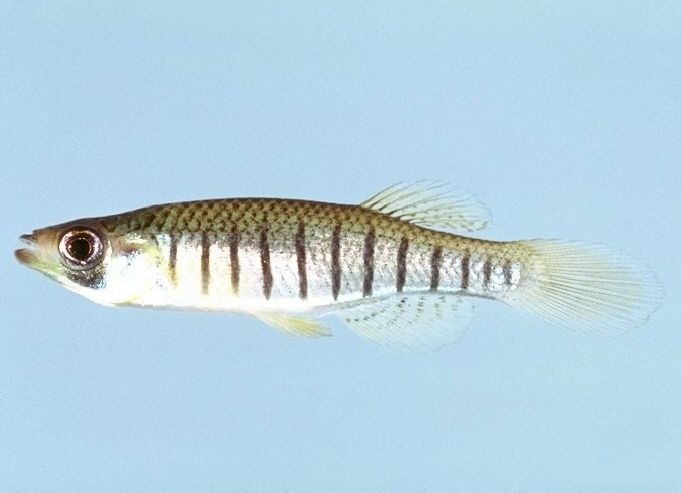
Fundulus lineolatus.

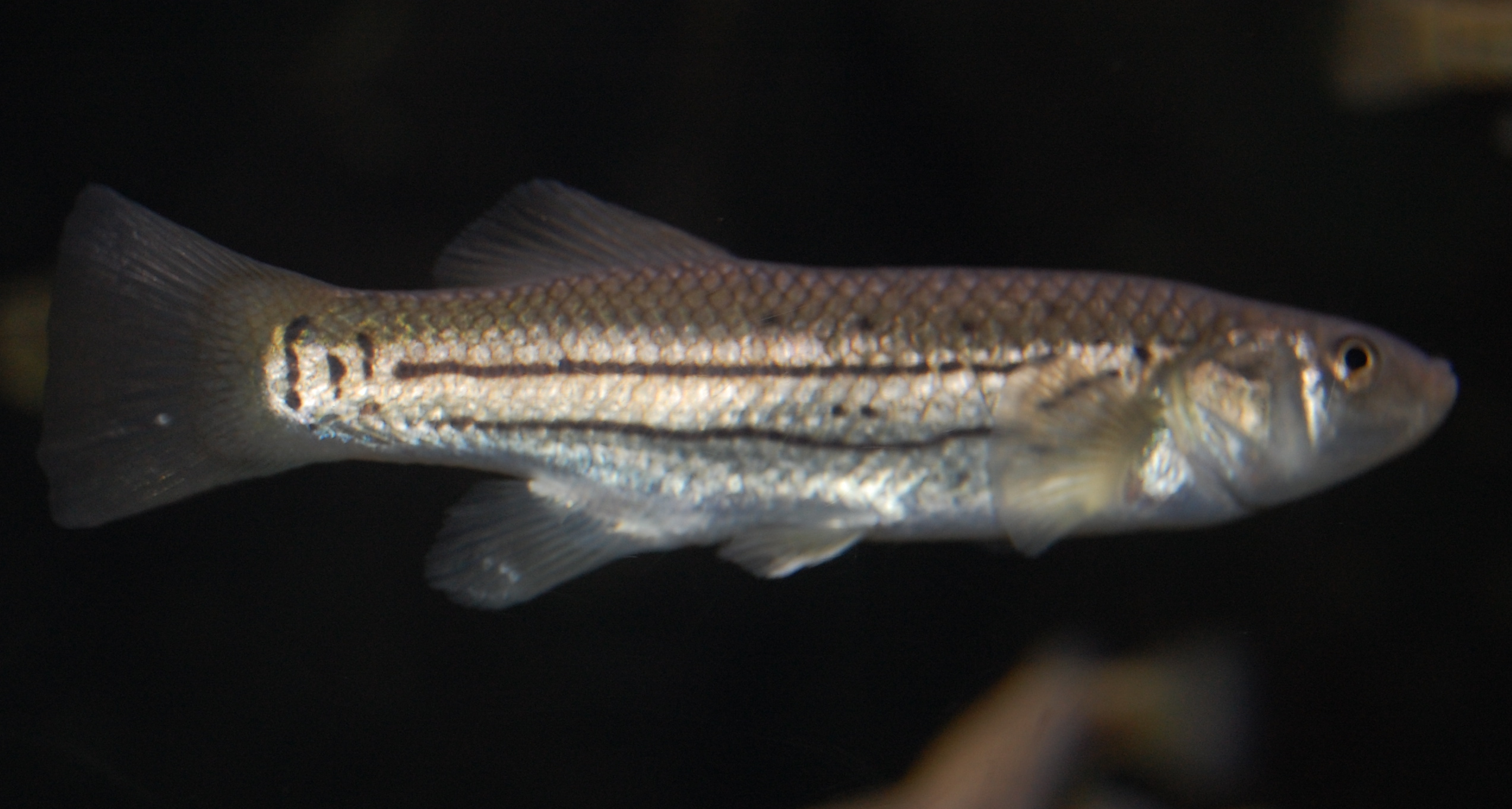
Hembra de Fundulus majalis.

Los fundúlidos (Fundulidae) son una familia de peces del orden de los ciprinodontiformes.

## Morfología
La mayoría de las especies de la familia son pequeñas, no rebasando los 10 cm de largo total (con la excepción de Fundulus grandissimus y Fundulus catenatus, que pueden alcanzar los 20 cm de largo).
La característica distintiva de la familia es el hueso maxilar, que es trenzado en vez de recto.

## Hábitat y distribución
Cuenta con 46 especies que se encuentran en Norteamérica (desde el sureste del Canadá hasta el Yucatán), Bermudas y Cuba.
Según la especie, pueden ser de agua dulce o de agua de mar.

## Géneros y especies
- Género Adinia
  - Adinia xenica (Jordan y Gilbert, 1882)
- Género Fundulus
  - Fundulus albolineatus (Gilbert, 1891)
  - Fundulus auroguttatus (Hay, 1885)
  - Fundulus bermudae (Günther, 1874)
  - Fundulus bifax (Cashner y Rogers, 1988)
  - Fundulus blairae (Wiley y Hall, 1975)
  - Fundulus catenatus (Storer, 1846)
  - Fundulus chrysotus (Günther, 1866)
  - Fundulus cingulatus (Valenciennes, 1846)
  - Fundulus confluentus (Goode y Bean, 1879)
  - Fundulus diaphanus (Lesueur, 1817)
    - Fundulus diaphanus menona (Jordan y Copeland, 1877)

  - Fundulus dispar (Agassiz, 1854)
  - Fundulus escambiae (Bollman, 1887)
  - Fundulus euryzonus (Suttkus y Cashner, 1981)
  - Fundulus grandis (Baird y Girard, 1853)
  - Fundulus grandissimus (Hubbs, 1936)
  - Fundulus heteroclitus (Linnaeus, 1766)
    - Fundulus heteroclitus macrolepidotus (Walbaum, 1792)

  - Fundulus jenkinsi (Evermann, 1892)
  - Fundulus julisia (Williams y Etnier, 1982)
  - Fundulus kansae (Garman, 1895)
  - Fundulus lima (Vaillant, 1894)
  - Fundulus lineolatus (Agassiz, 1854)
  - Fundulus luciae (Baird, 1855)
  - Fundulus majalis (Walbaum, 1792)
  - Fundulus notatus (Rafinesque, 1820)
  - Fundulus notti (Agassiz, 1854)
  - Fundulus olivaceus (Storer, 1845)
  - Fundulus parvipinnis (Girard, 1854)
  - Fundulus persimilis (Miller, 1955)
  - Fundulus pulvereus (Evermann, 1892)
  - Fundulus rathbuni (Jordan y Meek, 1889)
  - Fundulus relictus (Able y Felley, 1988)
  - Fundulus rubrifrons (Jordan, 1880)
  - Fundulus saguanus (Rivas, 1948)
  - Fundulus sciadicus (Cope, 1865)
  - Fundulus seminolis (Girard, 1859)
  - Fundulus similis (Baird y Girard, 1853)
  - Fundulus stellifer (Jordan, 1877)
  - Fundulus waccamensis (Hubbs y Raney, 1946)
  - Fundulus zebrinus (Jordan y Gilbert, 1883)
- Género Leptolucania
  - Leptolucania ommata (Jordan, 1884)
- Género Lucania
  - Lucania goodei (Jordan, 1880)
  - Lucania interioris (Hubbs y Miller, 1965)
  - Lucania parva (Baird y Girard, 1855)[4]